# 6. ceremonia wręczenia Złotych Globów
6. ceremonia wręczenia Złotych Globów odbyła się 16 marca 1949 roku.

## Laureaci
- Najlepszy film:
  - Johnny Belinda, reż. Jean Negulesco
  - Skarb Sierra Madre, reż. John Huston
- Najlepszy aktor: Laurence Olivier – Hamlet
- Najlepsza aktorka: Jane Wyman – Johnny Belinda
- Najlepszy aktor drugoplanowy: Walter Huston – Skarb Sierra Madre
- Najlepsza aktorka drugoplanowa: Ellen Corby – I Remember Mama
- Najlepsza reżyseria: John Huston – Skarb Sierra Madre
- Najlepszy scenariusz: Poszukiwania – Richard Schweizer
- Najlepsza ścieżka dźwiękowa: Czerwone trzewiki
- Najlepsze zdjęcia: Perła – Gabriel Figueroa
- Nagroda specjalna – najlepszy nieletni aktor: Ivan Jandl – Poszukiwania
- Najlepszy film promujący międzynarodowe zrozumienie: Poszukiwania